# Giuliana Farfalla
Giuliana Radermacher (Herbolsheim, Alemania; 23 de abril de 1996), conocida por su nombre artístico Giuliana Farfalla, es una modelo transgénero alemana.

## Biografía
Farfalla es originaria de Herbolzheim en Breisgau. A los 16 años fue sometida a una cirugía de reasignación de sexo.
Farfalla participó en la duodécima temporada de Germany's Next Topmodel, y terminó en el undécimo lugar. En enero de 2018, se convirtió en la primera modelo transexual en aparecer en la portada de la Playboy alemana. Ese mismo mes, apareció en la duodécima temporada del reality televisivo Ich bin ein Star-¡Holt mich hier raus!.